# Oncopsis monticola
Oncopsis monticola är en insektsart som beskrevs av Hamilton 1983. Oncopsis monticola ingår i släktet Oncopsis och familjen dvärgstritar. Inga underarter finns listade i Catalogue of Life.